# Cryptocyclops kentanensis
Cryptocyclops kentanensis – gatunek widłonoga z rodziny Cyclopidae. Jako pierwszy opisał go w 1931 roku japoński zoolog Isokiti Harada, nadając mu nazwę Cyclops (Microcyclops) kentanensis.